# 徵兆之母

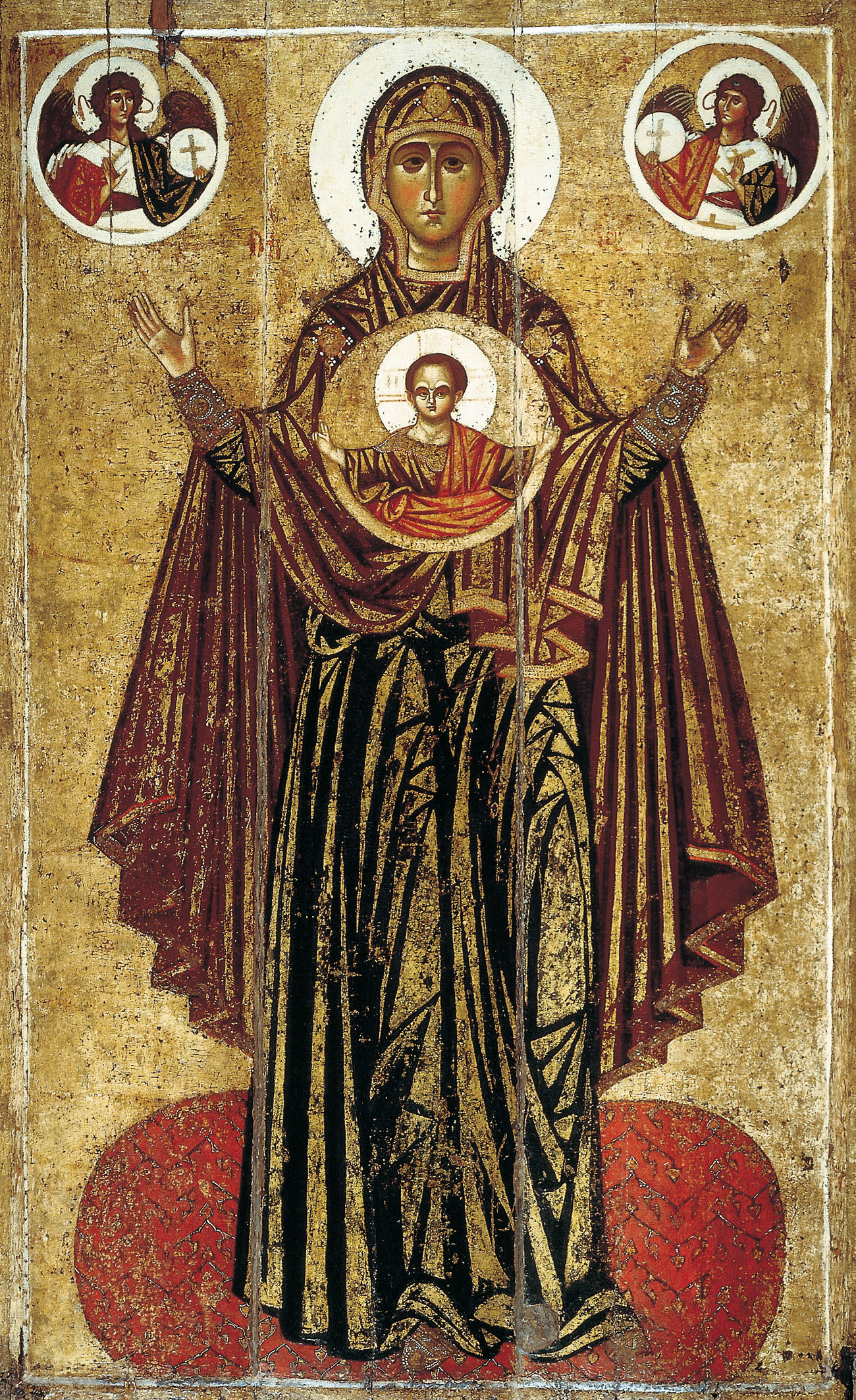
一幅來自雅羅斯拉夫爾的十三世紀的徵兆之母聖像畫

徵兆之母聖像畫（希臘語：Παναγία）是一種以聖母為題材的拜占庭風格聖像畫類型。主要的構圖由聖母的全身或是半身肖像組成，其中聖母舉起雙手祈禱，在她的胸口則有一個繪有兒童耶穌的圓圈，用以象徵聖母獲得了誕神女的恩典。

## 聖像構圖
在畫像中，聖母著長袍站立舉雙手祈禱著，在她的胸口有一個圓圈，中間畫有兒童時期的耶穌。聖母以及胸口圓形圖像中的兒童耶穌都以正面面對觀者，表情靜默且莊嚴，而不是如同其他聖母子畫像強調母子的互動。
在聖母的頭旁邊如同其他聖母像都有著 ΜΡ ΘΥ的希臘字母，這是取自於希臘中的天主之母「ΜΗΤΗΡ ΘΕΟΥ」的縮寫。同樣的在兒童耶穌頭兩邊也有著 ΙϹ ΧϹ這個自希臘文耶穌基督二詞取出的縮寫字母。
徵兆之母的題材取自於依撒意亞先知書的第七章第十四節：「因此，吾主要親自給你們一個徵兆：看，有位貞女要懷孕生子，給他起名叫厄瑪奴耳。」